# Маркович, Андрей Михайлович
Андре́й Миха́йлович Марко́вич (укр. Андрій Михайлович Маркович; 20 июня 1995, Мельнич, Жидачовский район, Львовская область, Украина) — украинский футболист, защитник клуба «Нымме Калью».

## Биография

### Ранние годы
Воспитанник ДЮСШ города Жидачова и академии львовских «Карпат». С 2008 по 2012 год провёл 66 матчей и забил 14 голов в чемпионате ДЮФЛ. Отец Андрея также играл в футбол, но на любительском уровне.

### Клубная карьера
25 июля 2012 года дебютировал в юношеской (до 19 лет) команде «Карпат» в домашнем поединке с одесским «Черноморцем». За молодёжную (до 21 года) команду дебютировал 29 марта 2013 года в домашнем матче против донецкого «Шахтёра».
В январе 2016 года проходил просмотр в чешском клубе «Карвина». В его составе участвовал в товарищеском матче, где отметился результативной передачей, но в итоге вернулся в «Карпаты». 10 апреля того же года дебютировал в украинской Премьер-лиге в домашней игре против «Александрии», выйдя в стартовом составе.
С 2017 года выступал на правах аренды за «Рух» (Винники), а также клубы Белоруссии и Эстонии.

## Статистика
| Клуб            | Лига         | Сезон   | Чемпионат | Чемпионат | Кубок | Кубок | Дубль | Дубль |
| Клуб            | Лига         | Сезон   | Игры      | Голы      | Игры  | Голы  | Игры  | Голы  |
| --------------- | ------------ | ------- | --------- | --------- | ----- | ----- | ----- | ----- |
| Карпаты (Львов) | Премьер-лига | 2012/13 |           |           |       |       | 4     | 0     |
| Карпаты (Львов) | Премьер-лига | 2013/14 |           |           |       |       | 18    | 1     |
| Карпаты (Львов) | Премьер-лига | 2014/15 |           |           |       |       | 10    | 0     |
| Карпаты (Львов) | Премьер-лига | 2015/16 | 2         | 0         |       |       | 20    | 0     |
| Карпаты (Львов) | Премьер-лига | 2016/17 | 3         | 0         |       |       | 5     | 1     |